# Declaração Real de Indulgência
A Declaração de Indulgência foi a tentativa de Charles II da Inglaterra de estender a liberdade religiosa aos protestantes inconformistas e católicos romanos em seus reinos, suspendendo a execução das Leis Penais que puniam os recusantes da Igreja da Inglaterra. Charles emitiu a Declaração em 15 de março de 1672.
Foi altamente polêmico e Sir Orlando Bridgeman, filho de um bispo, renunciou ao cargo de Lorde Guardião do Grande Selo, porque se recusou a aplicar o Grande Selo a ele, considerando-o generoso demais para os católicos.
Em 1673, o Cavalier Parliament (o mais longo parlamento inglês e mais longo do que qualquer parlamento britânico ou do Reino Unido até hoje, durando quase 18 anos do reinado de um quarto de século de Charles II da Inglaterra) obrigou Charles a retirar a declaração e implementar, em seu lugar, o primeiro dos Test Acts (1673), que exigia que qualquer pessoa que ingressasse no serviço público na Inglaterra negasse a doutrina católica da transubstanciação e tomasse a comunhão anglicana. Quando o sucessor abertamente católico de Charles II, Jaime II, tentou emitir uma Declaração de Indulgência semelhante, uma ordem de tolerância religiosa geral, tornou-se uma das queixas que levaram à Revolução Gloriosa que o derrubou do trono.